# Urville (Vosges)
Urville é uma comuna francesa na região administrativa de Grande Leste, no departamento de Vosges. Estende-se por uma área de 4,02 km². Em 2010 a comuna tinha 59 habitantes (densidade: 14,7 hab./km²).